# Alexander Tham
Per Ludvig Henrik Alexander ("Sandy") Tham, född den 7 mars 1857 i Härlunda socken, Skaraborgs län, död den 27 februari 1930 i Skövde, var en svensk militär. Han tillhörde ätten Tham och var bror till Harry Tham.
Tham blev underlöjtnant vid Västgötadals regemente 1875, löjtnant där 1882 och kapten 1891. Han befordrades till major 1901 och övergick vid regementets nedläggning som sådan till Hallands regemente 1902, varefter han blev överstelöjtnant vid Kalmar regemente 1904. Tham var överste och chef för Jönköpings regemente 1909–1917. Han blev riddare av Svärdsorden 1896, kommendör av andra klassen av samma orden 1912 och kommendör av första klassen 1916. 